# Tuzi
Tuzi (en serbe cyrillique: Тузи) est une ville du sud du Monténégro, dans la municipalité de Podgorica. Il est situé entre Podgorica et la frontière Albanaise, à quelques kilomètres au nord du lac de Skadar.

## Histoire
Tuzi est le site de la première l'insurrection albanaise depuis l'époque de Gjergj Kastriot Skanderbeg en 1443. À travers l'histoire, Tuzi a été le dernier à se rendre aux Turcs et le premier à revendiquer son indépendance. Ded GJo Luli Dedvukaj était le leader de ce soulèvement. Il a conduit ses frères Malësor à la victoire contre les Turcs ottomans en 1911, à la suite de quoi, ils sont libérés de la puissante armée musulmane. La fameuse bataille de Tuzi depuis ce jour-là est connue comme la bataille de Deçiq. Cette victoire des Albanais a suscité d'autres événements qui ont conduit à l'indépendance de l'Albanie.
Ont été édifiés dans le bourg de Tuzi une mosquée, une église orthodoxe et une église catholique.
Une statue, en cuivre, de Mère Teresa, fondatrice de la congrégation des missionnaires de la Charité de Calcutta et prix Nobel de la paix décédée le 5 septembre 1997, a été inaugurée, le samedi 18 octobre 1997, devant l'église catholique de Tuzi, par le Nonce apostolique en Serbie et Monténégro [3]. 

## Démographie

### Évolution historique de la population[1]
| 1948  | 1953  | 1961  | 1971  | 1981  | 1991  | 2003  | 2008  |
| ----- | ----- | ----- | ----- | ----- | ----- | ----- | ----- |
| 1 118 | 1 286 | 1 606 | 2 059 | 2 720 | 2 477 | 3 789 | 4 423 |